# Amblyonychus trapezoidalis
Amblyonychus trapezoidalis är en tvåvingeart som först beskrevs av Luigi Bellardi 1861.  Amblyonychus trapezoidalis ingår i släktet Amblyonychus och familjen rovflugor. Inga underarter finns listade i Catalogue of Life.